# Oberbefehlshaber West
L'Oberbefehlshaber West (in forma abbreviata OB West) era il Comandante in capo della Wehrmacht per tutto il fronte occidentale durante la seconda guerra mondiale. Questo comando fu istituito nell'ottobre del 1940, a seguito della vittoriosa Campagna di Francia, per coordinare le truppe presenti in Belgio, Paesi Bassi e nella Francia nord-occidentale occupata dai tedeschi.

## Il rapporto con l'OKW
L'OB West era da un punto di vista gerarchico direttamente subordinato all'Alto Comando delle Forze armate tedesche (OKW) (e quindi a Hitler in persona); questa posizione lo rendeva formalmente indipendente dallo Stato Maggiore dell’Esercito (OKH).
In questo modo, il teatro di guerra occidentale fu tra i primi a ricadere sotto la responsabilità diretta dell'OKW, che assunse così la direzione strategica e operativa della guerra in questo settore.

## La storia

### I primi anni
Il primo ufficiale a essere investito del ruolo di OB West fu il Feldmaresciallo Gerd von Rundstedt, che ricoprì l'incarico fino al suo trasferimento sul fronte orientale nell'aprile del 1941. Al suo posto venne nominato il Feldmaresciallo Erwin von Witzleben, comandante del Gruppo d'armate D; da quel momento e per i quattro anni successivi l'incarico di OB West coincise con il comando del Gruppo d'armate D.
Il 15 marzo 1942 Rundstedt fu nuovamente nominato OB West. Sotto il suo comando, le truppe tedesche d'occidente (tedesco: Westheer) furono impegnate dapprima a respingere il tentativo di sbarco inglese a Dieppe e, successivamente, nella costruzione di un vasto sistema di fortificazioni costiere.
Dopo il lancio dell'Operazione Anton sul finire del 1942, anche il territorio della Francia meridionale fu occupato dai tedeschi e cadde sotto la responsabilità militare diretta dell'OB West. In questa mutata situazione, Rundstedt ricevette inoltre l'incarico di mantenere rapporti il più possibile cordiali con le autorità francesi del governo di Vichy e, in particolare, con il Maresciallo Philippe Pétain.

### Verso lo Sbarco in Normandia
La situazione per il Westheer divenne sempre critica a partire dal 1943; il territorio francese occupato dalla Wehrmacht era infatti cresciuto dopo l'Operazione Anton e, contemporaneamente, ben 38 delle divisioni impegnate a occidente, per un totale di quasi mezzo milione di uomini, furono trasferite da ovest a est per respingere le offensive sovietiche. Il 25 ottobre 1943 Rundstedt comunicò chiaramente all'OKW la gravità della situazione: le poche divisioni ancora sotto il suo comando erano composte da truppe per lo più reclutate da paesi occupati dai tedeschi; l'equipaggiamento era scarso e le possibilità di resistere a un'eventuale invasione alleata erano molto scarse.
Queste considerazioni e l'eventualità sempre più probabile di uno sbarco alleato sulle coste francesi spinsero l'OKW ad avviare un'ampia riorganizzazione e rafforzamento del Westheer. Nel territorio metropolitano francese vennero costituiti due nuovi gruppi d'armate (il Gruppo d'armate B a nord e Gruppo d'armate G a sud), facendo per lo più ricorso a unità precedentemente inquadrate nel Gruppo d'armate D. Il Feldmaresciallo Erwin Rommel fu nominato Comandante del Gruppo d'armate B, l'unità che avrebbe dovuto verosimilmente confrontarsi contro chi avesse provato a sbarcare in Francia.
Una simile riorganizzazione privò l'OB West del controllo diretto sulle unità combattenti. Anche la sola unità che rimase sotto il diretto comando dell'Oberbefehlshaber West (la Panzergruppe West, la riserva corazzata del fronte) poteva essere utilizzata in caso di emergenza solo dopo l'autorizzazione personale di Hitler. Questa situazione indispettì molto Rundstedt, il quale affermò in seguito che, nonostante fosse ancora Oberbefehlshaber West, "la mia sola prerogativa era di cambiare la guardia al mio cancello"

### Lo Sbarco in Normandia
La nomina di Rommel a Comandante del Gruppo d'armate B aumentò la confusione della struttura di comando tedesca sul fronte occidentale: da un lato infatti egli avrebbe avuto il comando diretto delle unità combattenti che avrebbero dovuto respingere gli Alleati; dall'altro rimaneva però ancora sottoposto all'OB West.
Le contraddizioni insite in questa confusione di ruoli esplosero quando i tedeschi iniziarono a programmare la strategia difensiva in Francia: Rommel sosteneva che fosse necessario contrattaccare sulle spiagge il prima possibile con veicoli corazzati; Rundstedt invece era contrario. Quando Hitler fu chiamato a risolvere la disputa, decise di dividere equamente le sei divisioni corazzate disponibili nella Francia settentrionale tra i due comandanti, sostanzialmente evitando di prendere posizione.
Quando iniziò lo Sbarco in Normandia, quindi, la Wehrmacht visse una paradossale condizione di incertezza. Da un lato l'OB West, non disponendo del comando effettivo di truppe, non poteva mettere in atto una compiuta strategia difensiva; dall'altro il comandante del Gruppo d'armate B non ebbe a sua disposizione né il controllo sui reparti di marina e aviazione, né le riserve corazzate richieste per realizzare il suo piano di difesa.
Poco dopo l'avvio dello sbarco alleato, tuttavia, la criticità della situazione fece convergere le valutazioni di Rommel e Rundstedt sullo sviluppo della guerra, spingendo entrambi a chiedere a Hitler di porre fine alla guerra in occidente. Questa presa di posizione costò a Rundstedt il suo incarico; il 2 luglio 1944 venne sostituito nel ruolo di OB West dal Feldmaresciallo Günther von Kluge.

### Verso la fine
L'esperienza di Kluge come OB West durò assai poco. Dopo l'attentato a Hitler del 20 luglio 1944, infatti, il Führer sospettò di lui come uno dei possibili congiurati. Questo minò la fiducia dei comandi tedeschi verso il Feldmaresciallo e parallelamente indusse Kluge ad accettare senza discutere i progetti del Führer (come nel caso dell'Operazione Lüttich).
Una simile arrendevolezza, però, non risparmiò a Kluge una rapida sostituzione, che avvenne già il 16 agosto 1944. Il suo incarico fu provvisoriamente assunto dal comandante del Gruppo d'armate B, il Feldmaresciallo Walter Model.
Dopo pochi giorni, tuttavia, Model sollecitò la nomina di un nuovo OB West, per poter tornare a dedicarsi alla guida del suo gruppo d'armate. Così il 3 settembre 1944 Rundstedt fu nuovamente reintegrato nel ruolo di OB West. La sua nomina avrebbe dovuto servire anche a restituire fiducia alle forze del Westheer: i comandi tedeschi speravano infatti che il ritorno alla guida del fronte occidentale di uno degli ufficiali più anziani e decorati della Wehrmacht avrebbe potuto diffondere speranza nelle truppe già duramente provate dalle sconfitte contro gli anglo-americani.
Rundstedt non riuscì tuttavia a incidere in modo decisivo sulle operazioni militari tedesche: ormai l'iniziativa era unicamente in mano agli Alleati, la cui avanzata era rallentata più da problemi logistici che non da reali successi difensivi della Wehrmacht. Anche quando i tedeschi provarono a riprendere l'offensiva con un ambizioso attacco attraverso le Ardenne sul finire del 1944, Rundstedt non svolse significativi compiti nella programmazione tattica dell'operazione. L'OB West, anzi, propose alcuni piani alternativi dagli obiettivi assai più limitati e circoscritti; tuttavia questi furono scartati da Hitler, che voleva conseguire un successo ampio e ambizioso, in grado di assestare un duro colpo agli Alleati.
Anche se nella pubblicistica occidentale si parlò di offensiva Rundstedt, è opportuno sottolineare quindi che l'OB West non ebbe un ruolo decisivo né nella programmazione, né nella conduzione operativa della famosa Offensiva delle Ardenne.
Il fallimento dell'Offensiva delle Ardenne spinse gli Alleati a riprendere rapidamente l'offensiva. A inizio febbraio 1945 iniziò l'attacco che avrebbe riportato il Westheer oltre il Reno, fino ad arrivare a minacciare la regione tedesca della Ruhr. Il nuovo crollo sul fronte occidentale spinse Hitler a sostituire nuovamente Rundstedt: l'11 marzo 1945 il Feldmaresciallo Albert Kesselring fu nominato nuovo OB West.
La situazione per le truppe tedesche a occidente però era insostenibile: gli Alleati sfondarono la linea di difesa tedesca, isolando il Gruppo d'armate B nella Sacca della Ruhr e proseguendo in profondità all'interno del territorio del Reich. Ciò che rimaneva del Westheer fu spinto sempre più verso sud, fino a doversi rifugiare in Baviera.
A seguito dell'ultima riorganizzazione delle truppe tedesche, il 22 aprile 1945 l'incarico di OB West cessò formalmente di esistere. Kesselring fu nominato Oberbefehlshaber Süd, con il compito di comandare tutte le unità combattenti nel sud del Reich.

## Elenco in ordine cronologico
- 10 ottobre 1940 - 1º aprile 1941 Feldmaresciallo Gerd von Rundstedt
- 1º maggio 1941 - 15 marzo 1942 Feldmaresciallo Erwin von Witzleben
- 15 marzo 1942 - 2 luglio 1944 Feldmaresciallo Gerd von Rundstedt
- 2 luglio - 16 agosto 1944 Feldmaresciallo Günther von Kluge
- 16 agosto - 3 settembre 1944 Feldmaresciallo Walther Model
- 3 settembre 1944 - 15 marzo 1945 Feldmaresciallo Gerd von Rundstedt
- 15 marzo - 22 aprile 1945 Feldmaresciallo Albert Kesselring